# برندون بایلی
برندون بایلی، نام بک شخصیت در سری رزیدنت ایول است. او در سال ۱۹۲۰ متولد شد و یکی از ماموران اجرایی شرکت آمبرلا بود. او به عنوان رئیس پژوهشگران، مدیر و پژوهشگر مقر مرکزی آمبرلا در آفریقا، فعالیت می‌کرد. او در توسعه ی ویروس مادر، به دقت با دکتر جیمز مارکوس، همکاری کرد. آن دو به آفریقا فرستاده شدند تا پیرامون گل مادر، در اعماق زمین مطالعه کنند. بایلی، نمونه‌هایی از گیاهان را به مارکوس داد و او نیز به سوی شهر راکون بازگشت. او تا سی سال در زیر زمین ماند و بر روی گل‌های مادر کار کرد.
زمانی که کار تکمیل مقر آمبرلا در افریقا به پایان رسید، بایلی کنترل آنجا و پروژه‌های آن را در دست گرفت. پس از رویداد شهر راکون، فعالیت‌های این مقر متوقف شد و برندون بایلی، برای نجات جان خود آنجا را ترک کرد. او پیش از رفتنش این یادداشت را در مقر گذاشت:
من اینک این مقر را ترک می‌کنم، در حالیکه نیمی از عمرم را در اینجا گذراندم. نمی‌دانم آیا ترک اینجا کار درستی است یا نه، اما احتمالا همه چیز به خوبی پیش خواهد رفت. شاید هم برای انجام هرگونه ظاهرسازی، برای بازگشت زنگیم به حالت عادی دیر شده باشد.
- حضور او در این سری: نام او فقط در بازی رزیدنت ایول ۵، ذکر شده‌است. او به دلایل نامشخصی در اکتبر ۱۹۹۸ کشته شد.